# Naturschutzgebiet Fehhaube-Kogelsteine

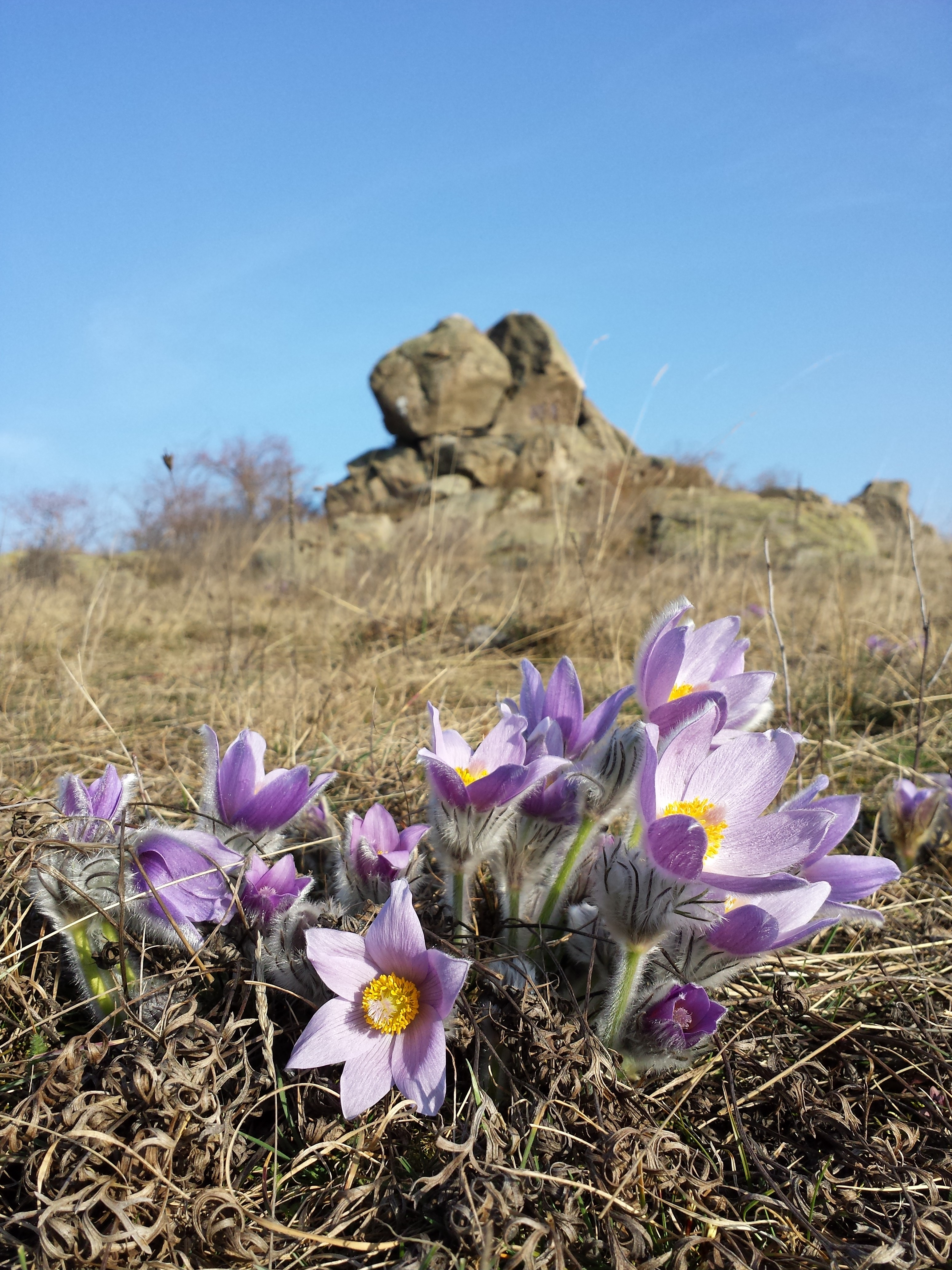
Der Silikattrockenrasen im Vorfrühling: im Vordergrund Groß-Küchenschelle (Pulsatilla grandis), im Hintergrund die Felsen des Kogelsteins

Das Naturschutzgebiet Fehhaube-Kogelsteine (auch in der verballhornten Form Feenhaube ausgeschildert) in den Gemeinden Straning-Grafenberg und Eggenburg im Bezirk Horn in Niederösterreich beherbergt beeindruckende Gesteinsformationen aus Granit. Umgeben werden die Formationen von naturschutzfachlich national bedeutenden Silikat-Trockenrasen.

## Geologie
Das Gebiet wird zum Moravikum gerechnet, einer geologischen Einheit, welche die Böhmische Masse im Osten abschließt. Das maßgebliche Gestein dieser Einheit ist der Thaya-Batholith sowie der Brünner Pluton, bestehend aus Granit bis Granodiorit. An der Entstehung der Gesteinsformationen war die Diendorfer Störung beteiligt, die von Wieselburg bis ins Pulkautal reicht und die Gesteine entlang der Störungslinien um rund 25 Kilometer gegeneinander verschoben hat. Durch diese Verschiebung wurden die Gesteine zerschert und senkrechte Klüfte gebildet. Horizontale Klüfte bildeten sich durch die Druckentlastung, nachdem das in mehreren Kilometern Tiefe befindliche und einem enorm hohen Druck ausgesetzte Gestein im Laufe der Zeit an die Oberfläche gelangte. An den Zerklüftungen witterte Granitgrus ab und es bildeten sich sogenannte Wollsackformen, die den Felsen ihr außergewöhnliches Aussehen gaben. Der abgewitterte Grus trug maßgeblich zu Bodenbildung bei und verlieh diesem einen sauren pH-Wert. Die noch unverwitterten Gesteine knapp unter der Oberfläche führen dazu, dass die Böden flachgründig und sehr skelettreich sind.
Die Felsbildungen regen seit langem die Phantasie der Menschen an: ein rund sechs Meter hohes Gesteinsgebilde wird als Wächter bezeichnet und erinnert an ein riesiges in der Landschaft kauerndes Männlein. Die Fehhaube wird gelegentlich als Feenhaube verballhornt, da das Wort Feh mit der Bedeutung Kleintierpelz heutzutage nicht mehr gebräuchlich ist. Es soll also an einen Kopf erinnern, der eine Pelzmütze trägt. Weitere Steine werden als Riesensitz, Teufelssitz, Teufelskanzel und Teufelsross oder auch nur als Schwammerl bezeichnet. Zudem sind Gesteinsschalen, wannenförmige Vertiefungen im Granit, vorhanden. Seit der Zeit vor dem Ersten Weltkrieg wurden diese Formen in Druckschriften als Produkt oder zumindest Teil prähistorischer menschlicher Kultaktivitäten gesehen und z. B. die Steinschalen als Geräte für heidnische (Blut-)Opfer interpretiert. Tatsächlich ist die überwiegende Mehrzahl der Schüsseln auf natürliche Weise entstanden: teilweise durch Blätter und Nadeln angesäuertes Wasser drang auf waagrechten Flächen in Haarrisse des Felsens ein und führte gemeinsam mit Frostsprengung und der Zerstörungskraft von Bakterien, Pilzen, Flechten und Moosen zur schrittweisen Aushöhlung über lange Zeiträume. Nichtsdestotrotz wird der Ort heute gerne von Esoterikern aufgesucht, die ihm eine mystische Kraft zuschreiben.

## Flora und Fauna
Das Naturschutzgebiet liegt an der Grenze zwischen Wald- und Weinviertel, aus floristischer Sicht ist es jedoch eindeutig der Pannonischen Florenprovinz zuzurechnen. Auf den von der Granitverwitterung beeinflussten, wenig entwickelten Böden war keine ackerbauliche Nutzung möglich und so konnten sich Silikattrockenrasen ausbilden. Diese werden von aus Sukkulenten, Annuellen, Moosen und Flechten gebildeten Pioniergesellschaften besiedelt. Die Vegetation besteht aus Silikatfels- und Grusfluren, bodensauren Trockenrasen und niedrigen Gebüschen. Als bezeichnende Pflanzenarten kann man u. a. Bleich-Schaf-Schwingel (Festuca pallens), Dauer-Knäuel (Scleranthus perennis), Zwiebel-Rispengras (Poa bulbosa), Zwerg-Sauerampfer (Rumex acetosella), Berg-Lauch (Allium lusitanicum) und Mild-Mauerpfeffer (Sedum sexangulare) nennen. Auf tiefgründigeren Bereichen wachsen u. a. Wallis-Schwingel (Festuca valesiaca), Erd-Segge (Carex humilis), Heide-Straußgras (Agrostis vinealis), Wiesen-Ruchgras (Anthoxanthum odoratum), Drahtschmiele (Avenella flexuosa), Pfriemengras (Stipa capillata), Ähren-Blauweiderich (Veronica spicata), Sand-Fingerkraut (Potentilla arenaria), Gelb-Lauch (Allium flavum), Heide-Ginster (Genista pilosa), Hasen-Klee (Trifolium arvense) und Groß-Küchenschelle (Pulsatilla grandis) sowie als Strauch die Zwerg-Weichsel (Prunus fruticosa). Zu den botanischen Raritäten des Gebiets zählen die Sand-Schwertlilie (Iris humilis subsp. arenaria), der Böhmen-Gelbstern (Gagea bohemica) und der Liegend-Geißklee (Cytisus procumbens). An gefährdeten Tieren, die hier ihren Lebensraum haben, sind das Europäische Ziesel, der Feldhamster, die Sperbergrasmücke, die Gefleckte Keulenschrecke, der Schwarzfleckige Grashüpfer, der Rotleibige Grashüpfer, die Blauflügelige Ödlandschrecke und die seltene Fingerkraut-Sandbiene zu nennen.

## Schutz
Im Jahre 1942 wurden vier Teilbereiche als Naturdenkmäler ausgewiesen:
- Die im Süden gelegene, 5.317 m² große Parzelle 2056, die wie die folgenden zwei Denkmäler in der Katastralgemeinde Grafenberg liegt, wurde am 13. Mai 1942 unter Schutz gestellt (Nummer HO-044).[12] Auf dem Grundstück befindet sich ein Hügel, dessen Gipfel mit Granitrestlingen bedeckt ist.
- Das nordöstlich davon gelegene, 15.406 m² große Grundstück 2024/1 wurde am 5. Dezember 1942 geschützt (Nummer HO-049).[13] Das Areal beherbergt unter anderem die Kogelsteine und den Wächterstein.
- Nördlich davon befindet sich die 1.233 m² messende Parzelle 1992, welche am 13. Mai 1942 den Status eines Naturdenkmals (Nummer HO-045) erhielt.[14] Auf dem Grundstück befindet sich eine Gesteinsformation, welche eine interessante Flora beherbergt.
- Rund 250 Meter weiter nordöstlich, bereits in der Katastralgemeinde Stoitzendorf (Gemeinde Eggenburg) gelegen, wurden die insgesamt 9.137 m² großen Grundstücke 784/2, 783 und 776 am 7. November 1942 zum Naturdenkmal (Nummer HO-047) erhoben.[15] Dieses umfasst unter anderem die Felsbildung Fehhaube sowie ein Vorkommen der Sand-Schwertlilie.

Im Zuge des um die Jahrtausendwende durchgeführten LIFE-Projekts „Pannonische Fels- und Trockenrasen“ wurde das geschützte Gebiet auf 7,03 Hektar vergrößert. Unter Schutz stehen nun auch einige Randflächen sowie eine große Verbindungsfläche zwischen Kogelsteinen und Fehhaube. Zudem wurden Gehölze, vor allem invasive Robinien, entfernt und eine kleinräumig differenzierte Pflege begonnen um den Zustand der Trockenrasen zu verbessern und die seltenen Arten zu fördern. Ein erstellter Managementplan soll den dauerhaften Schutz sicherstellen. Seit Anfang 2009 wird das Gebiet mit Schafen beweidet, um die Silikattrockenrasen gegen Verfilzung und Verbuschung zu schützen. Das inzwischen als Naturschutzgebiet (Nummer 68) ausgewiesene Areal wurde außerdem in das Natura 2000-Gebiet „Westliches Weinviertel“ aufgenommen.
Zwei Hektar bisher als Acker genütztes, zwischen Kogelsteinen und Fehhaube gelegenes Land wurden im Rahmen eines Projekts des NÖ-Landschaftsfonds und mit Unterstützung der EU vom niederösterreichischen Naturschutzbund, der Krahuletzgesellschaft in Eggenburg, der Zoologischen Gesellschaft Frankfurt, der Gemeinde Straning-Grafenberg, dem Stift Klosterneuburg und Privatpersonen angekauft und in eine Schafweide umgewandelt. Die Flächen sollen als Verbindungskorridor zwischen den beiden naturschutzfachlich wertvollen, aber mitten in der intensiv genützten Agrarlandschaft befindlichen Silikattrockenrasen dienen.
Zum Schutz des Gebiets hat sich ferner unter dem Obmann Fritz F. Steininger der Verein „Freunde des Naturschutzgebietes Kogelsteine - Fehhaube“ konstituiert. Zurzeit ist Johannes M. Tuzar Obmann des Vereins. Probleme bereiten unter anderem die illegale Entzündung von Feuern im Naturschutzgebiet, die zu einer Versinterung und Zerstörung der Granitrestlinge führen. Zudem werden teilweise fremde Pflanzen angesalbt und die autochthonen, seltenen Pflanzen ausgegraben und entwendet. Weitere Gefährdungen stellen in die Trockenrasen einwandernde Robinien, stellenweise die Trittwirkung der Besucher sowie Dünger- und Pestizideinwehung von den umliegenden landwirtschaftlichen Bewirtschaftungen dar.

## Bilder

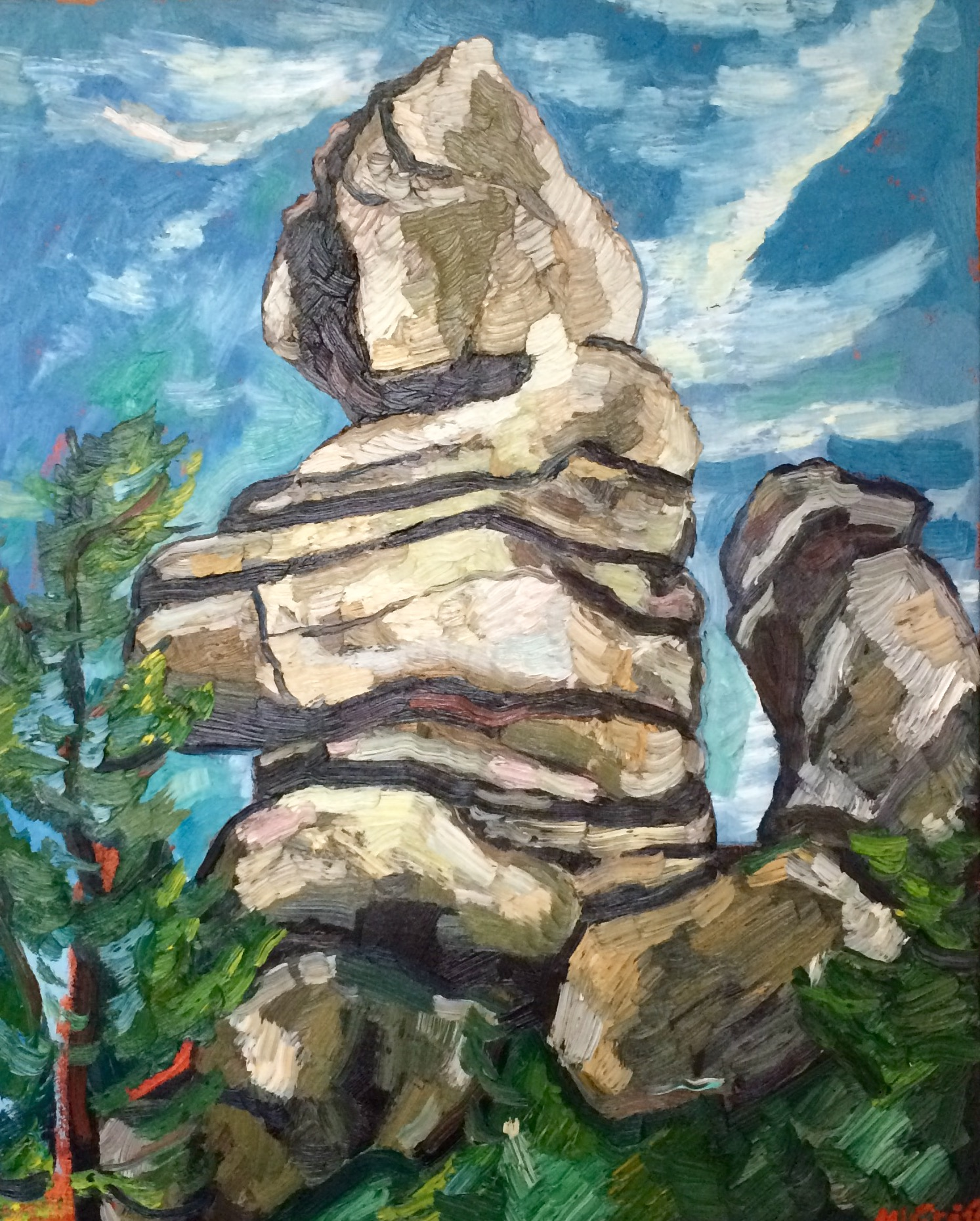
Matthias Laurenz Gräff, Gemälde „Der Wächter (Kogelsteine bei Eggenburg)“
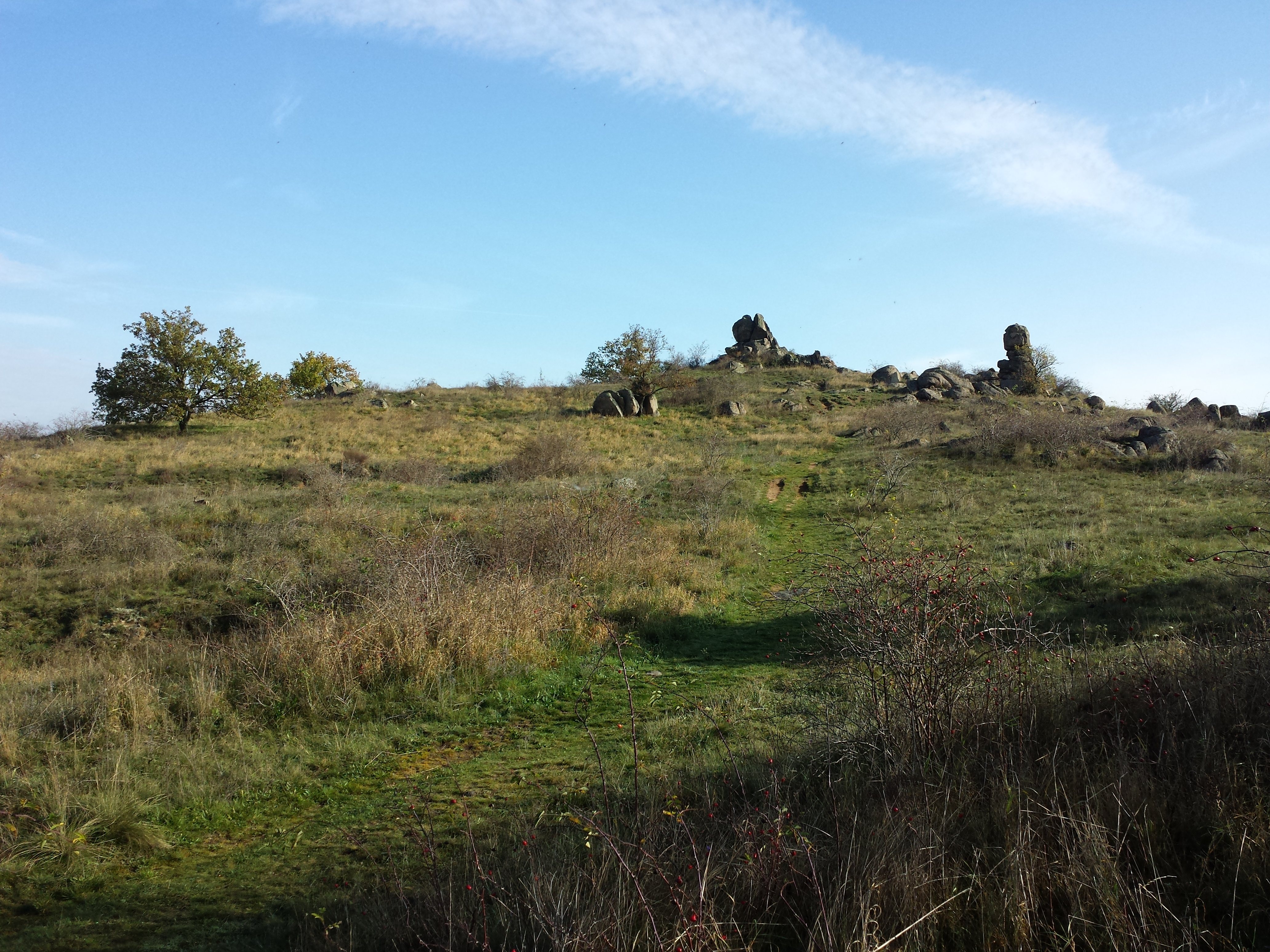
Naturdenkmal HO-049 mit Kogelsteinen und Wächterstein
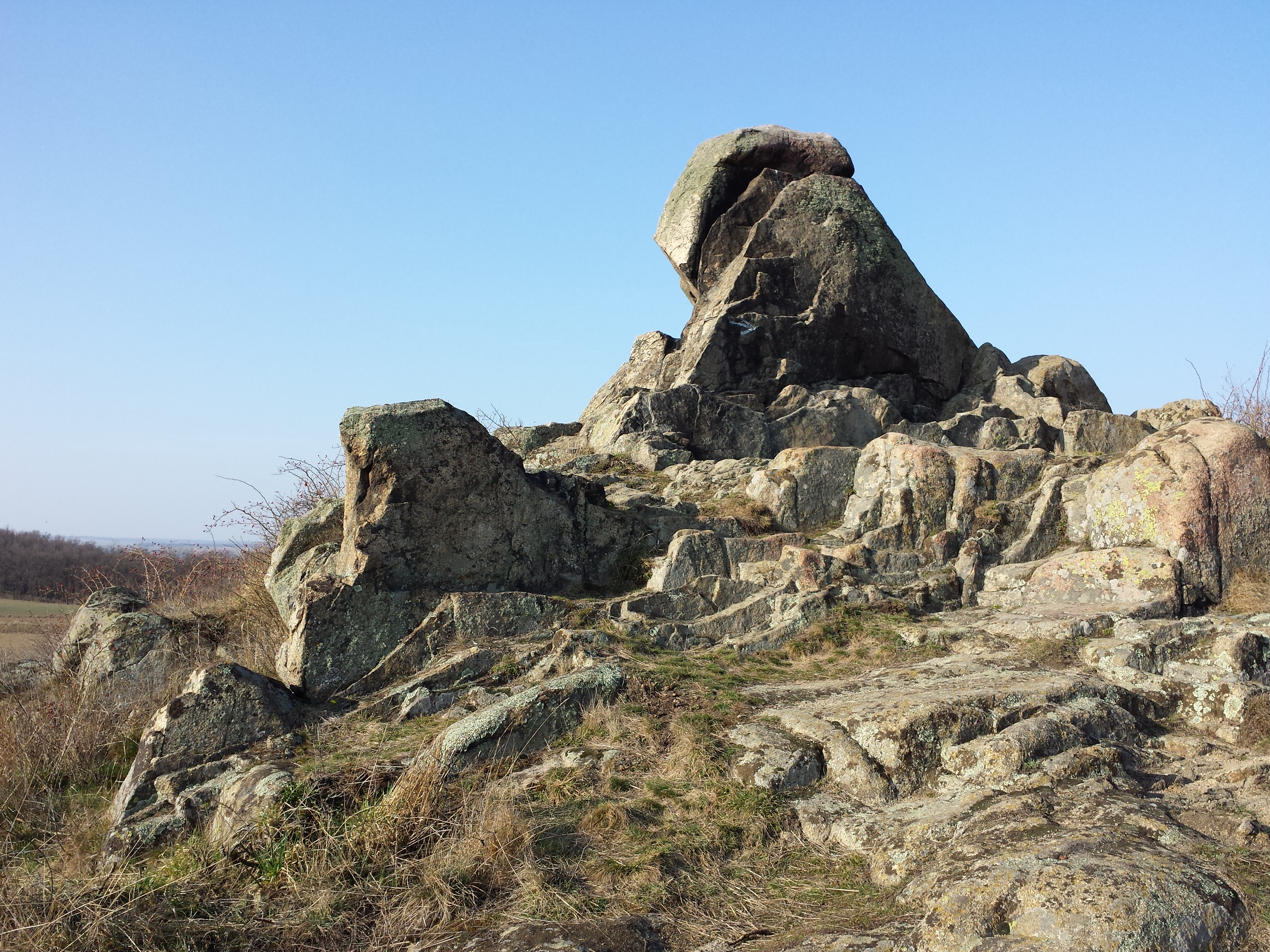
Gesteinsbildung Kogelsteine
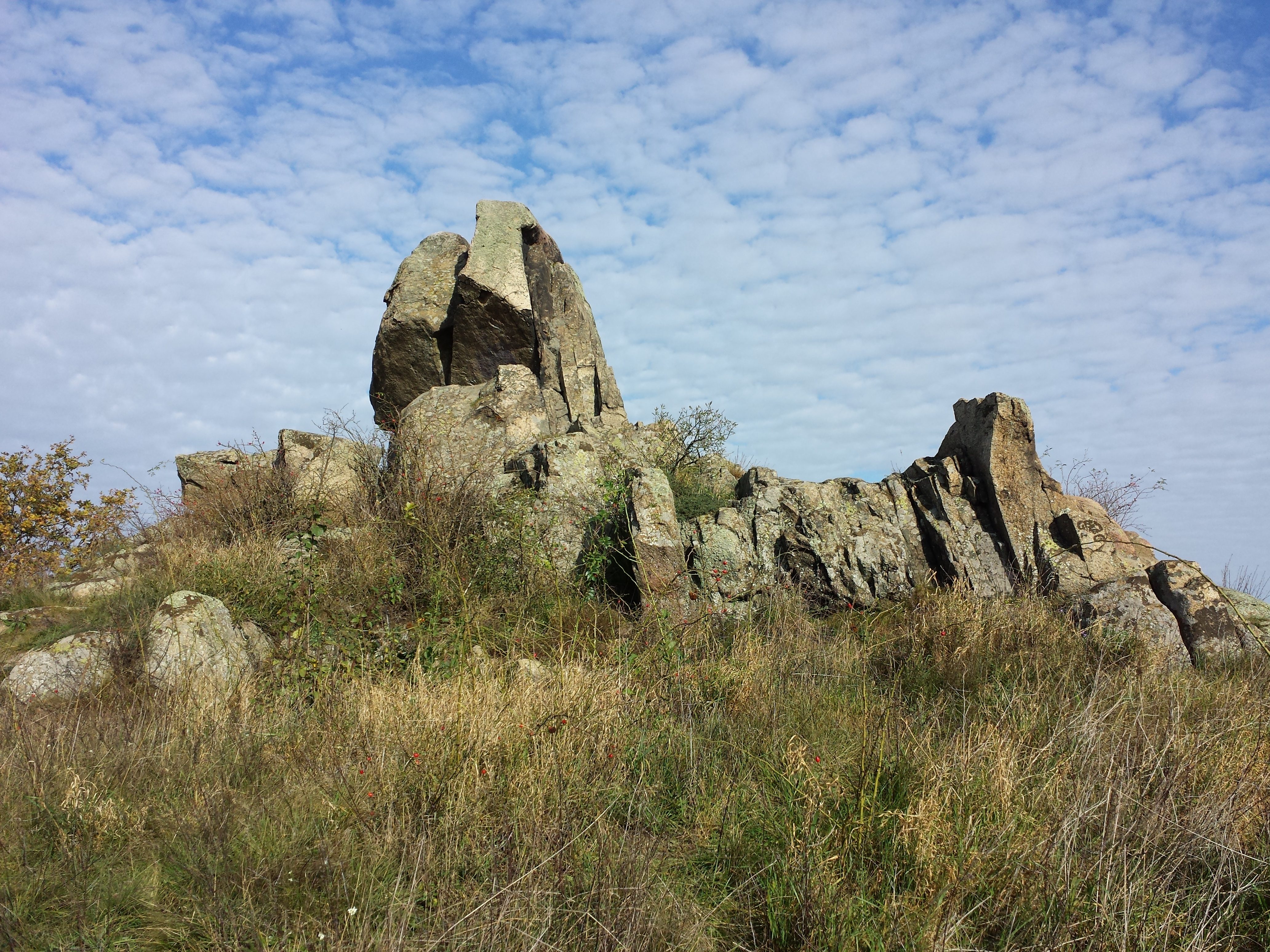
Die Diendorfer-Störung ist für die senkrechten Klüfte im Gestein verantwortlich
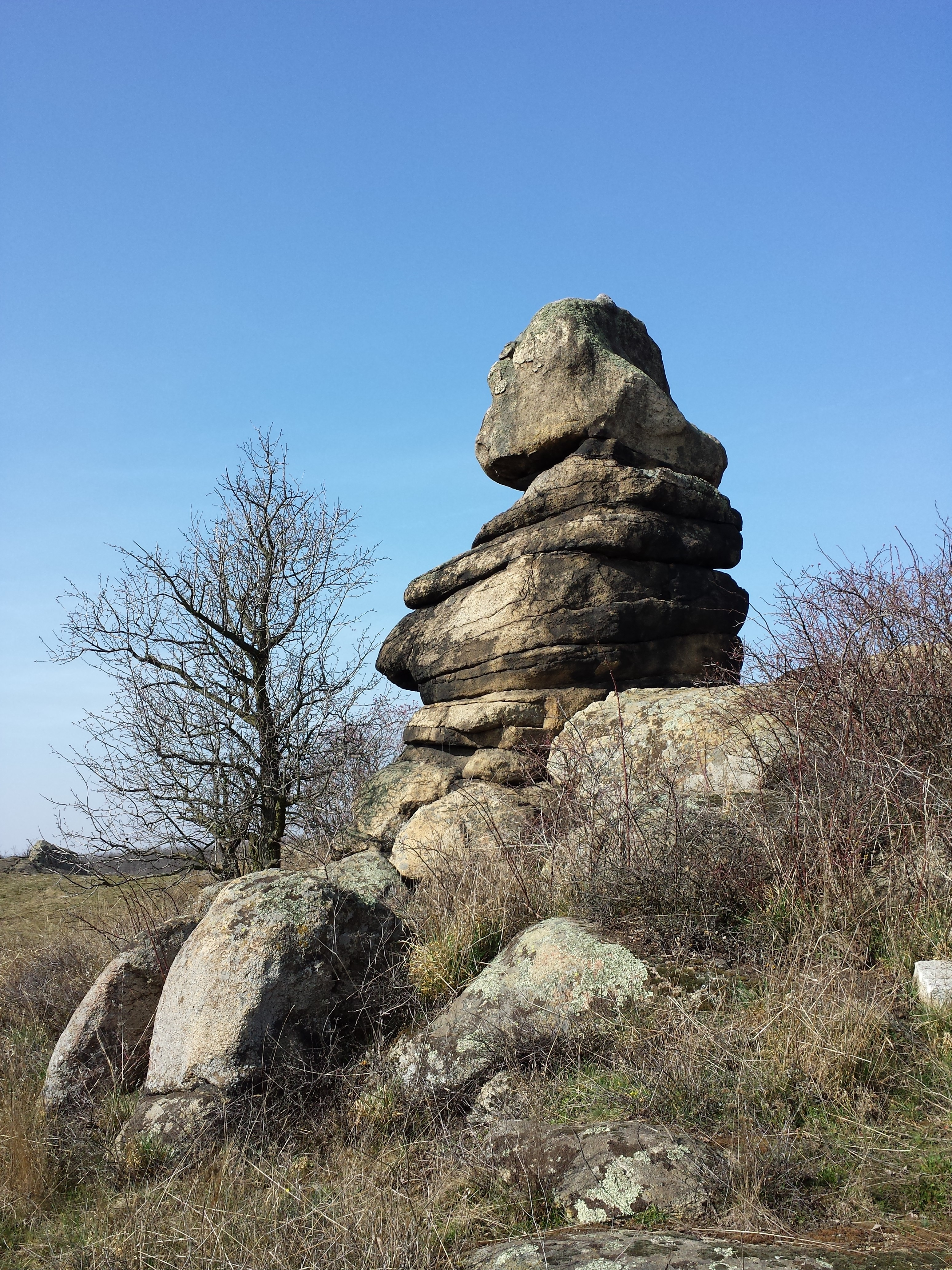
Der so genannte Wächter bei den Kogelsteinen
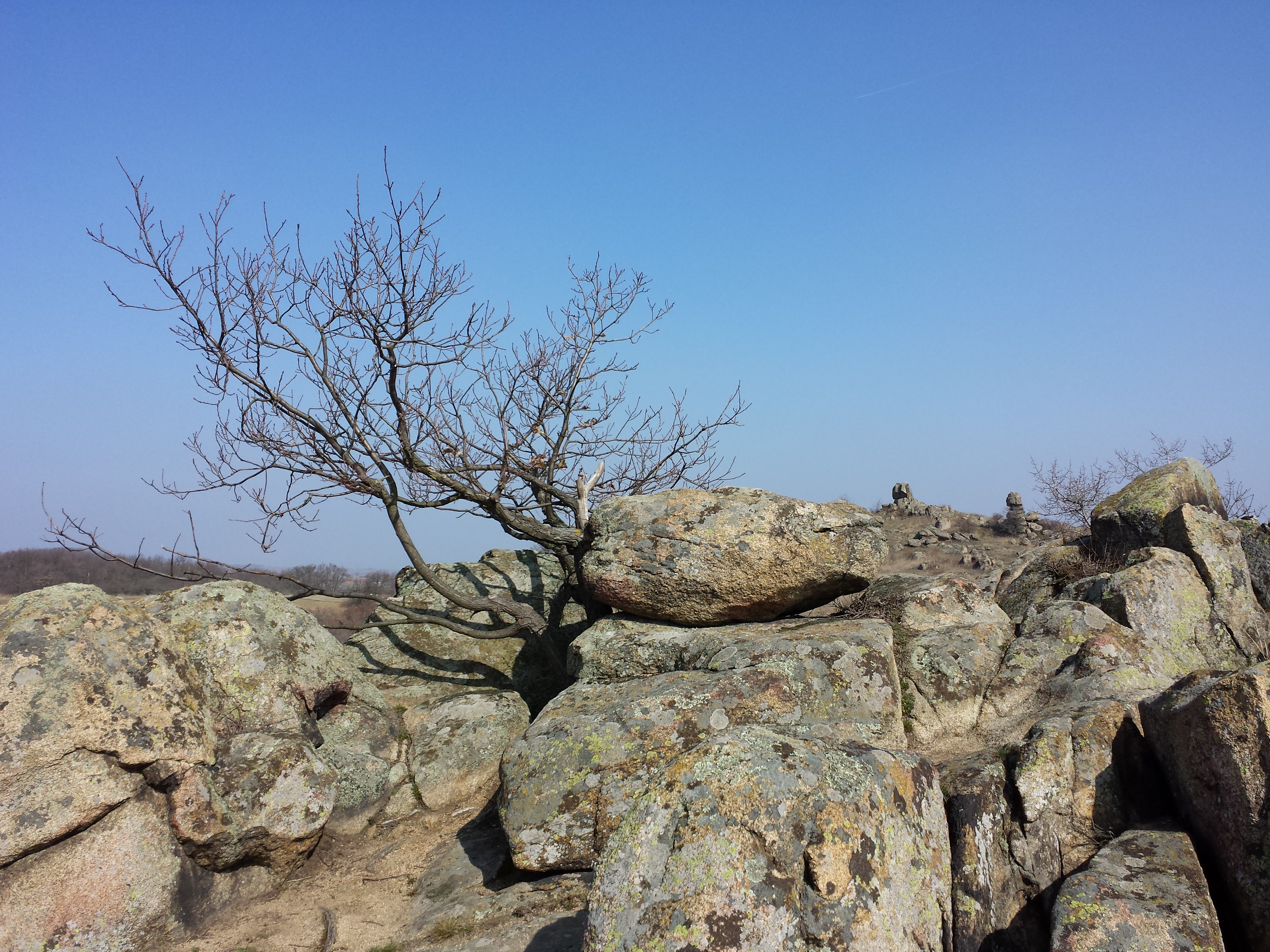
Blick von Naturdenkmal HO-044 in Richtung Nordosten zu Naturdenkmal HO-049 (mit u. a. Kogelsteinen und Wächterstein)
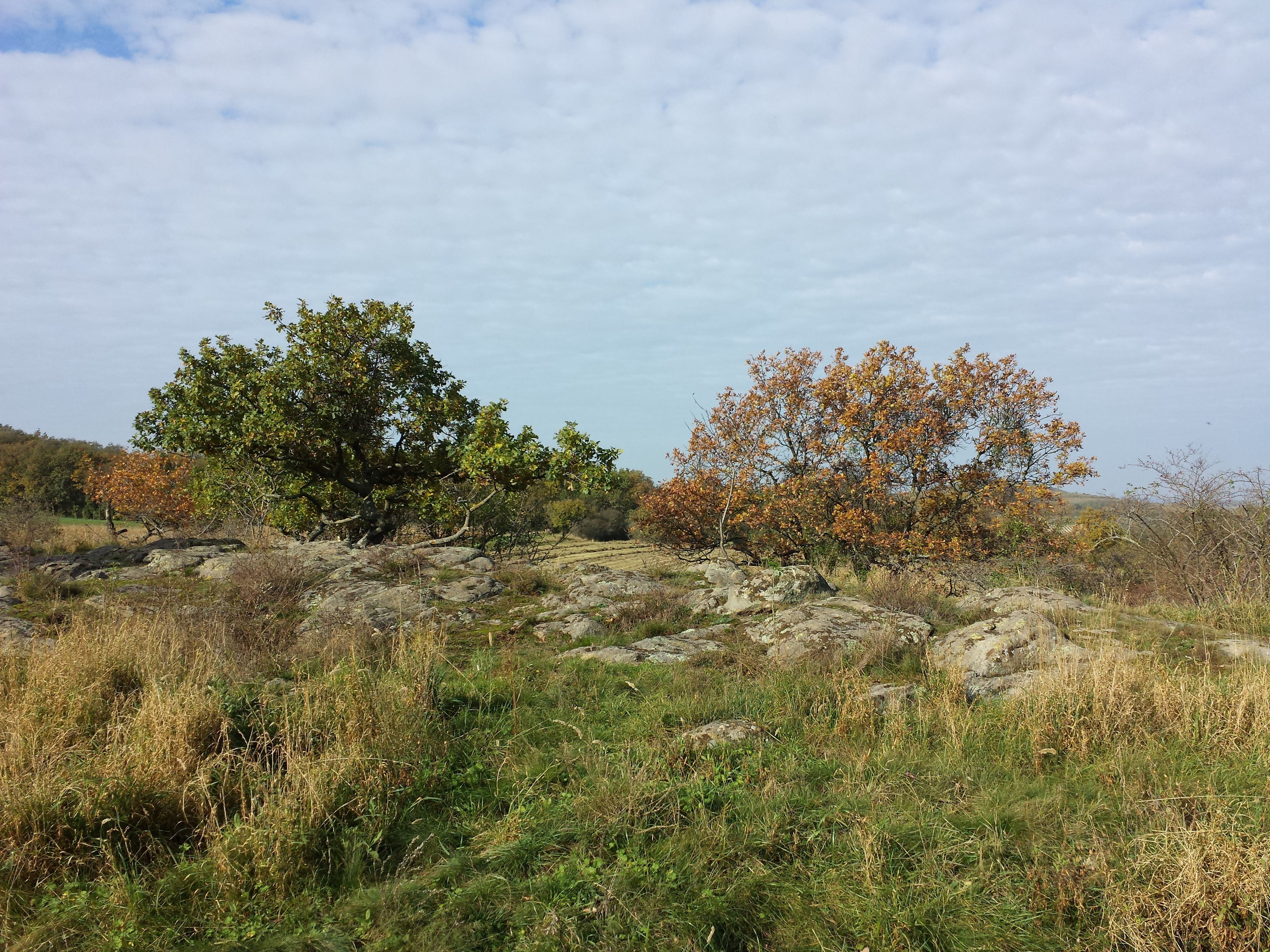
Naturdenkmal HO-045 (Gesteinsformation)
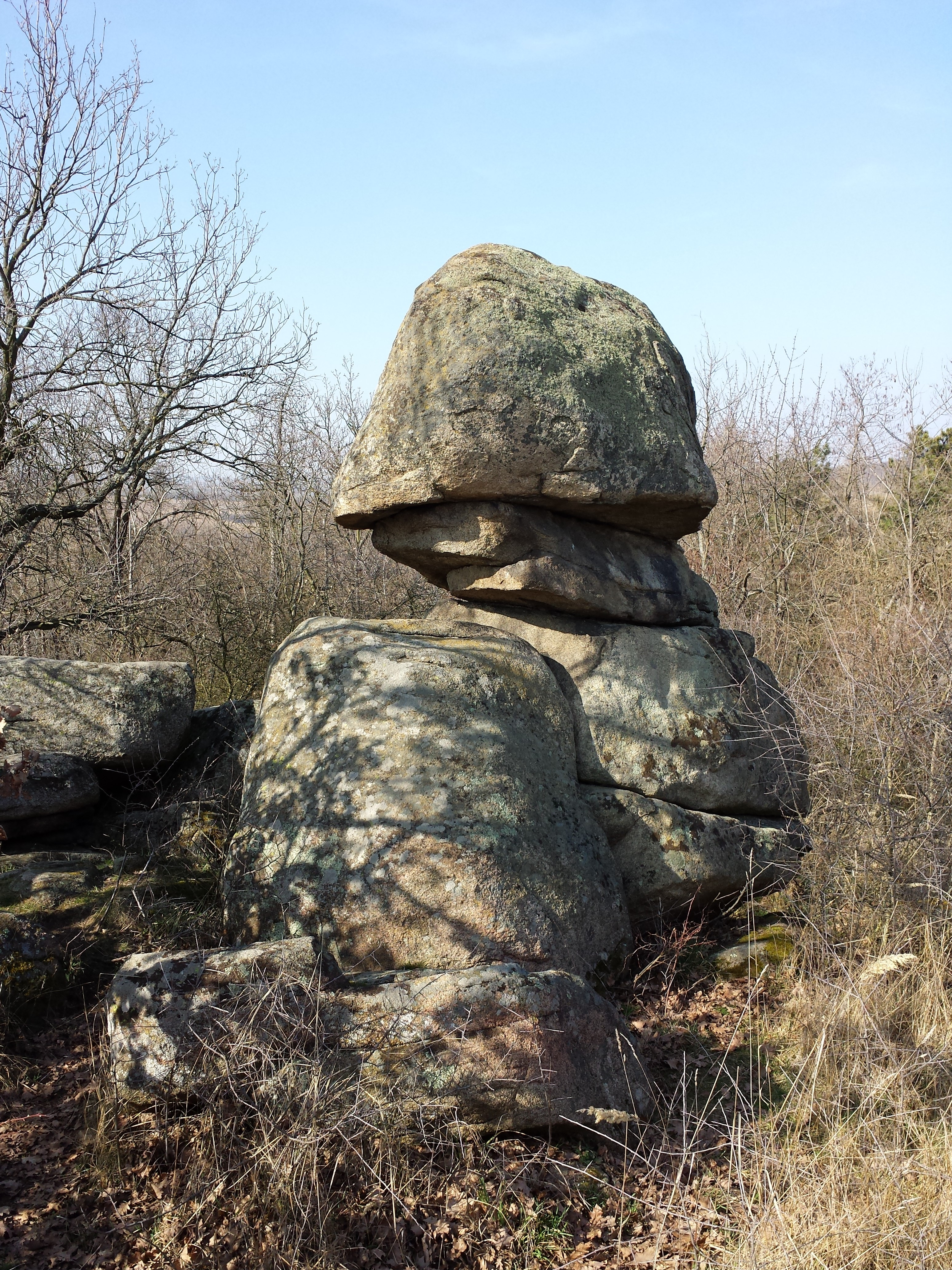
Naturdenkmal HO-047 - Gesteinsbildung Fehhaube
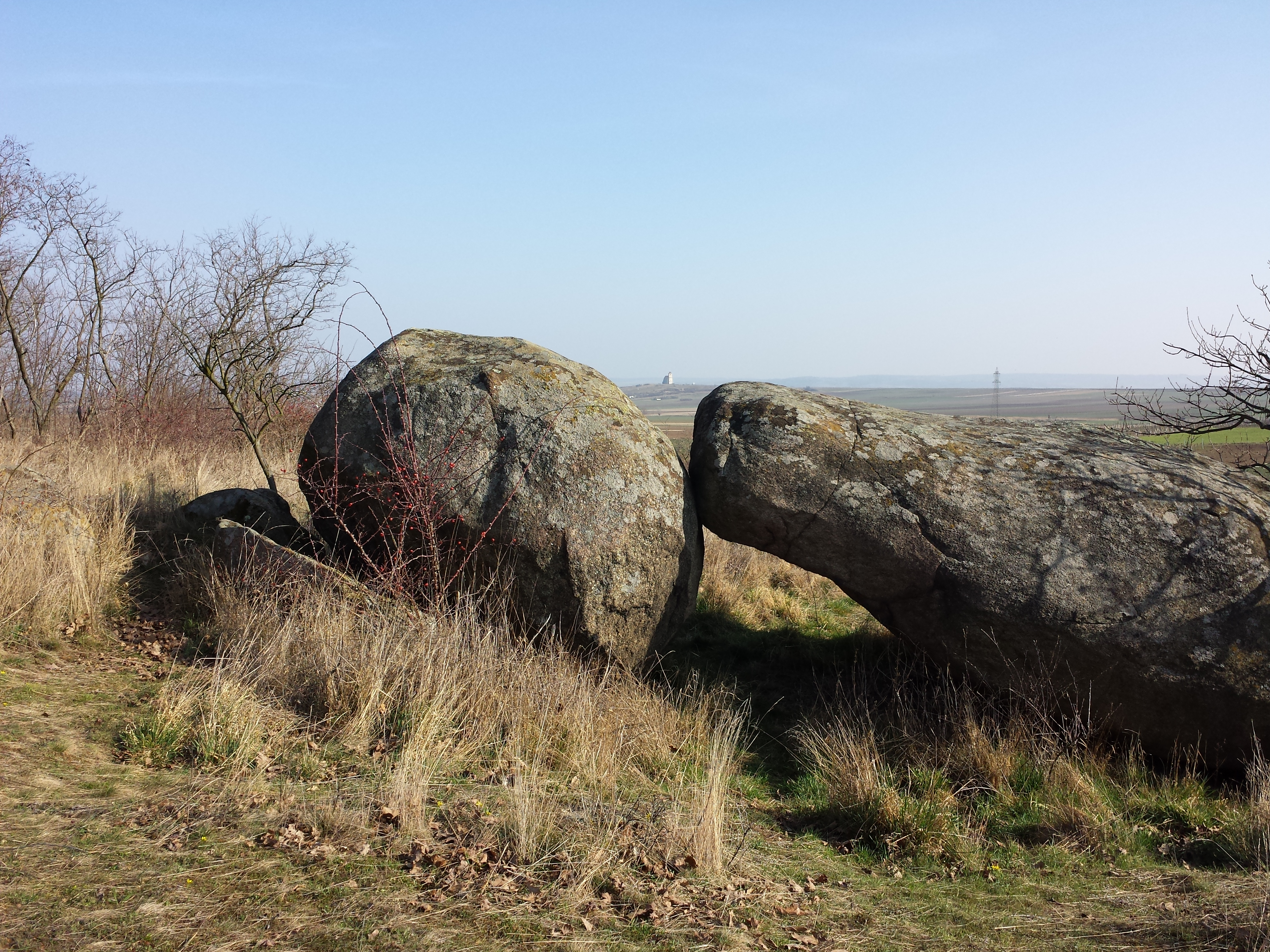
Granitrestlinge, im Hintergrund die Kirche von Wartberg
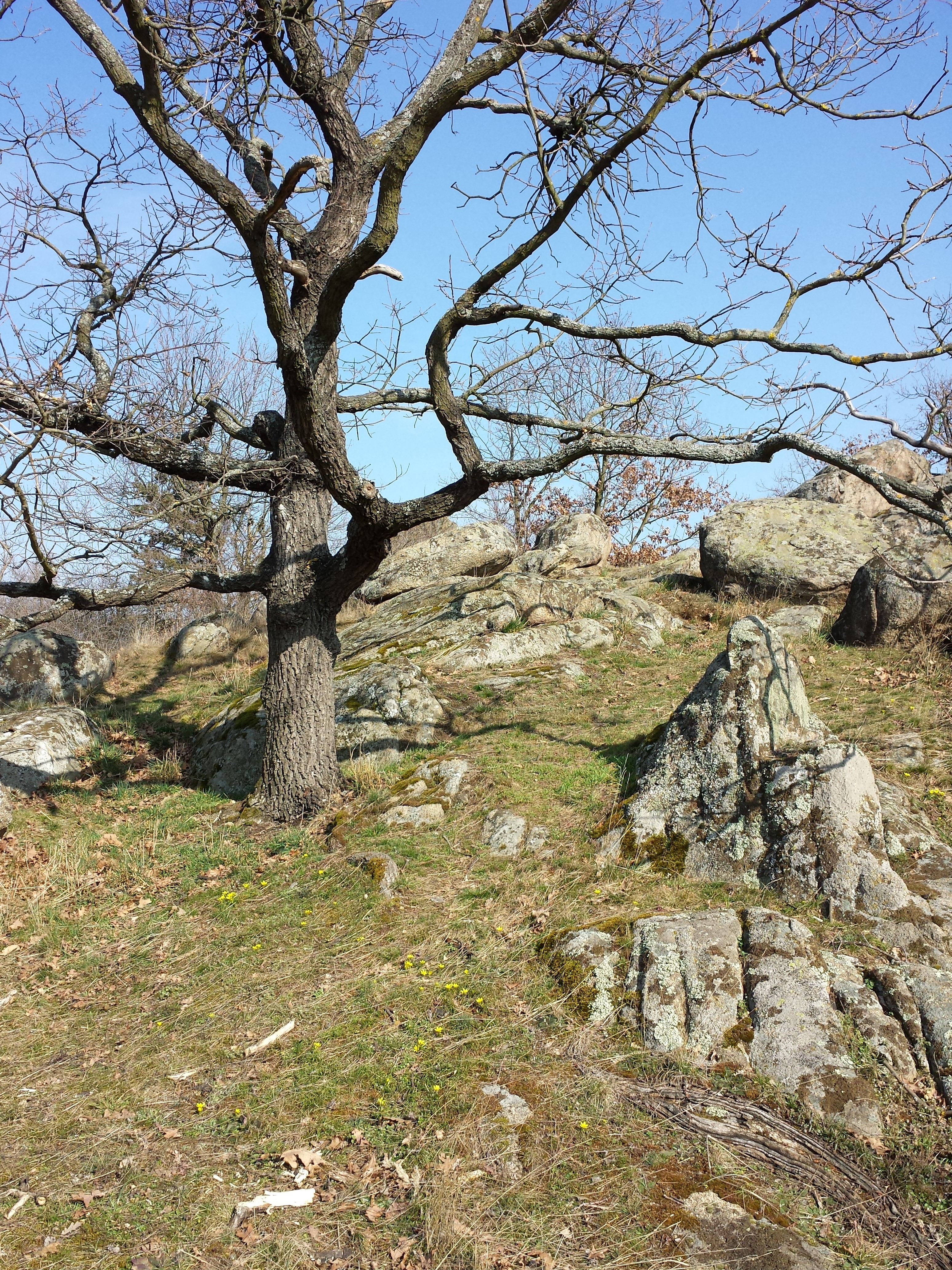
Felssteppe bei der Fehhaube
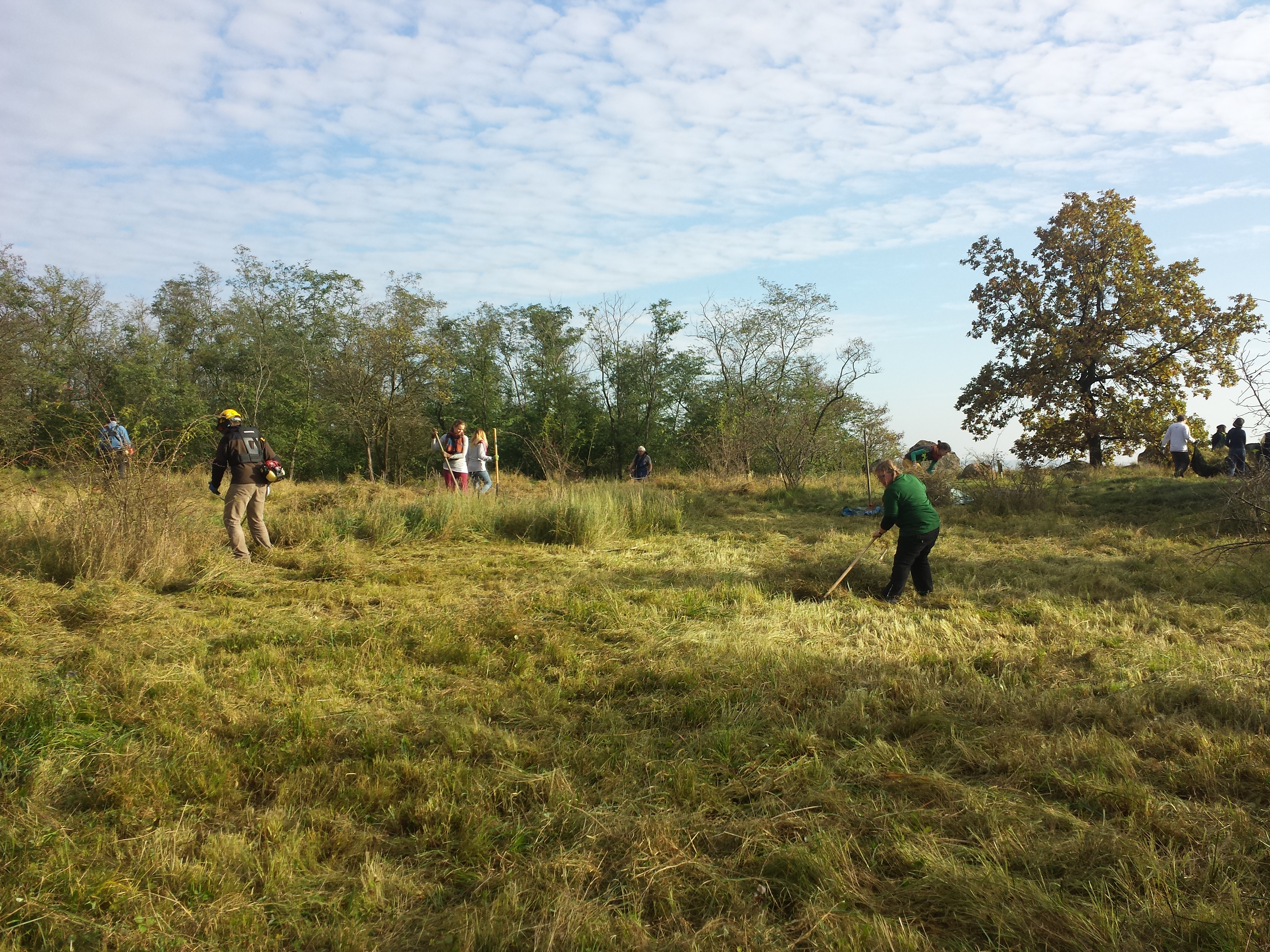
Pflegeeinsatz mit freiwilligen Helfern zur Erhaltung der Trockenrasen
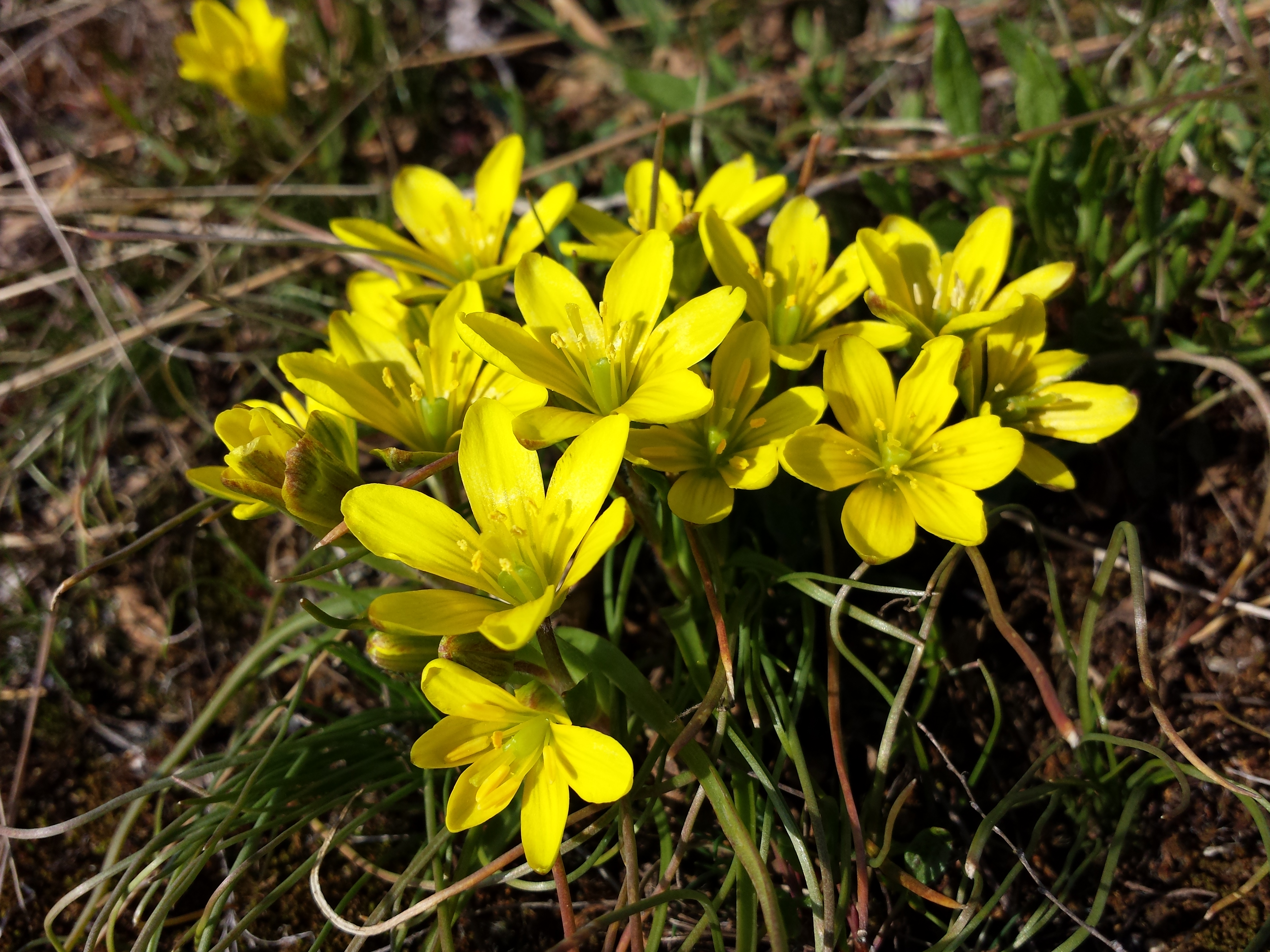
Böhmen-Gelbstern (Gagea bohemica), in Österreich stark gefährdet
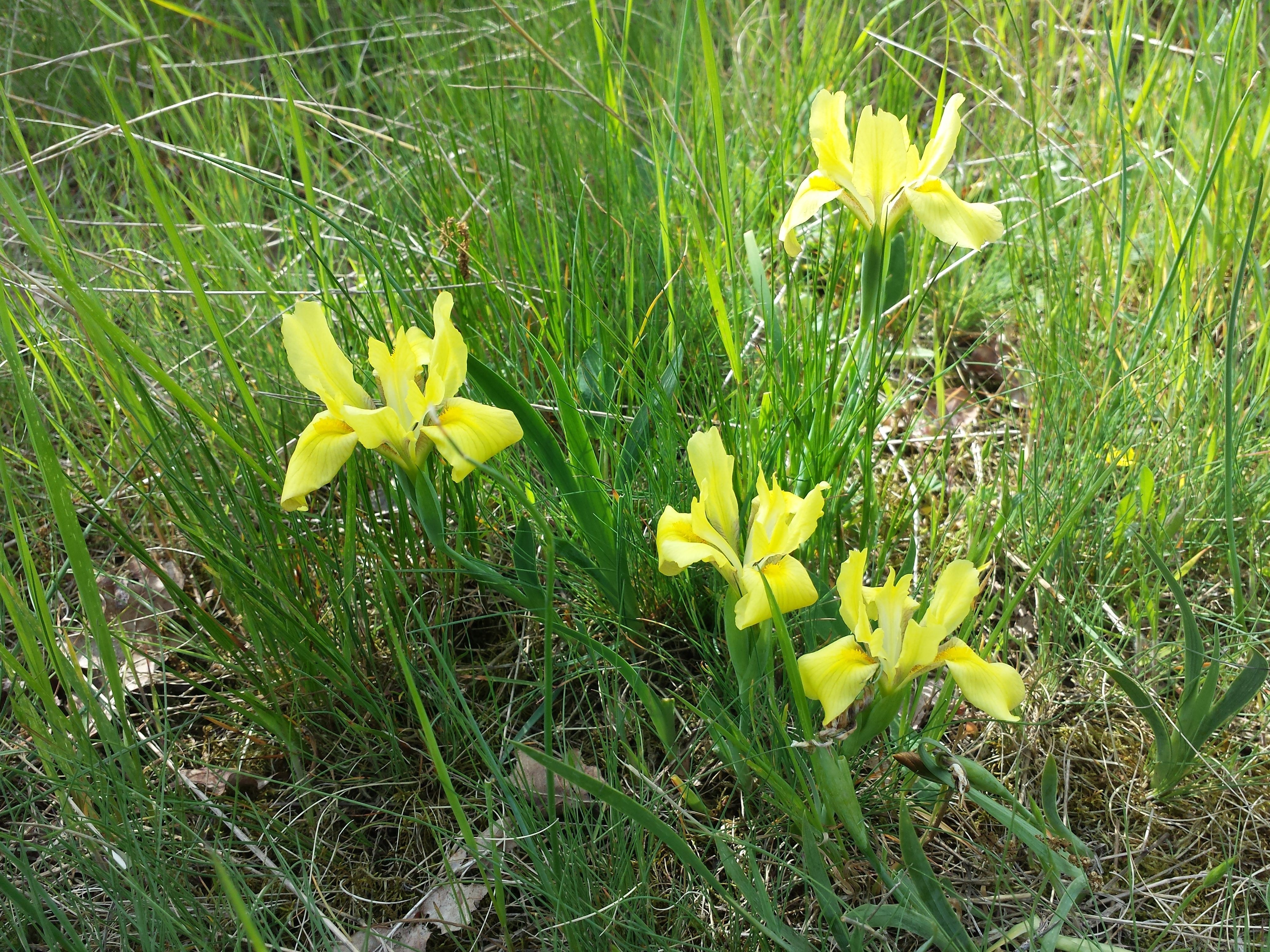
Sand-Schwertlilie (Iris humilis subsp. arenaria), in Österreich stark gefährdet
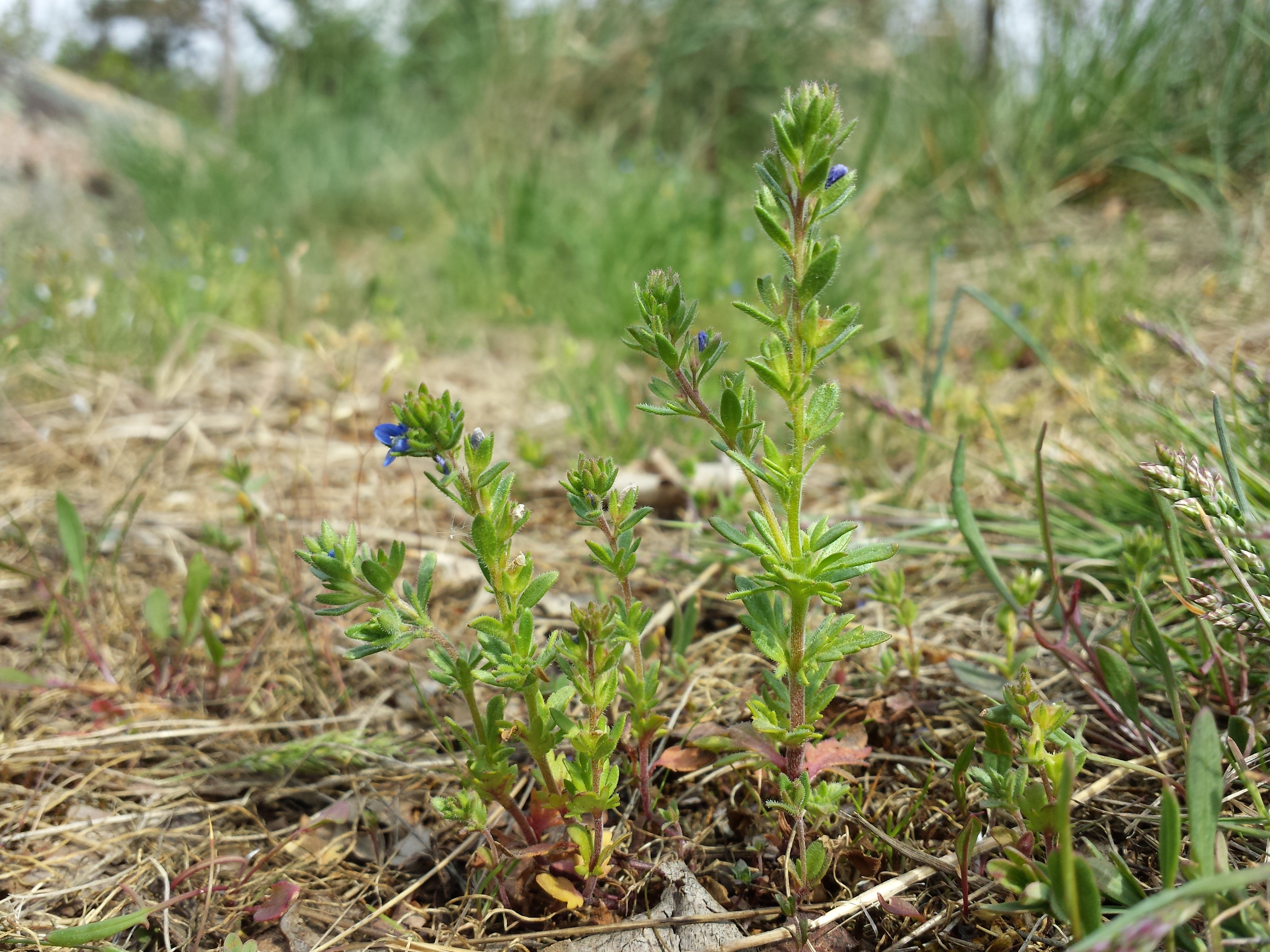
Dillenius-Ehrenpreis (Veronica dillenii), im pannonischen Gebiet Österreichs stark gefährdet
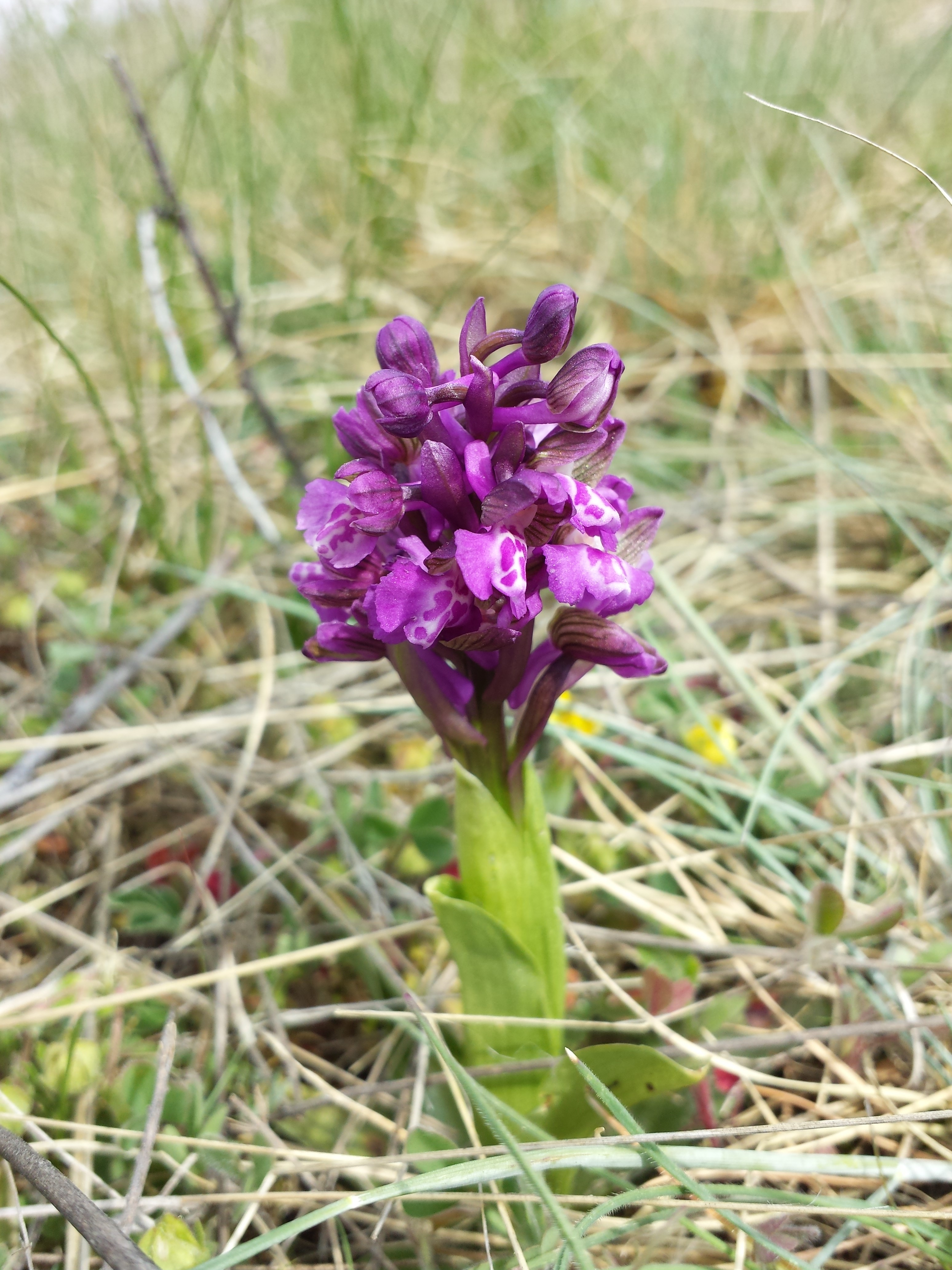
Klein-Hundswurz (Anacamptis morio), in Österreich gefährdet
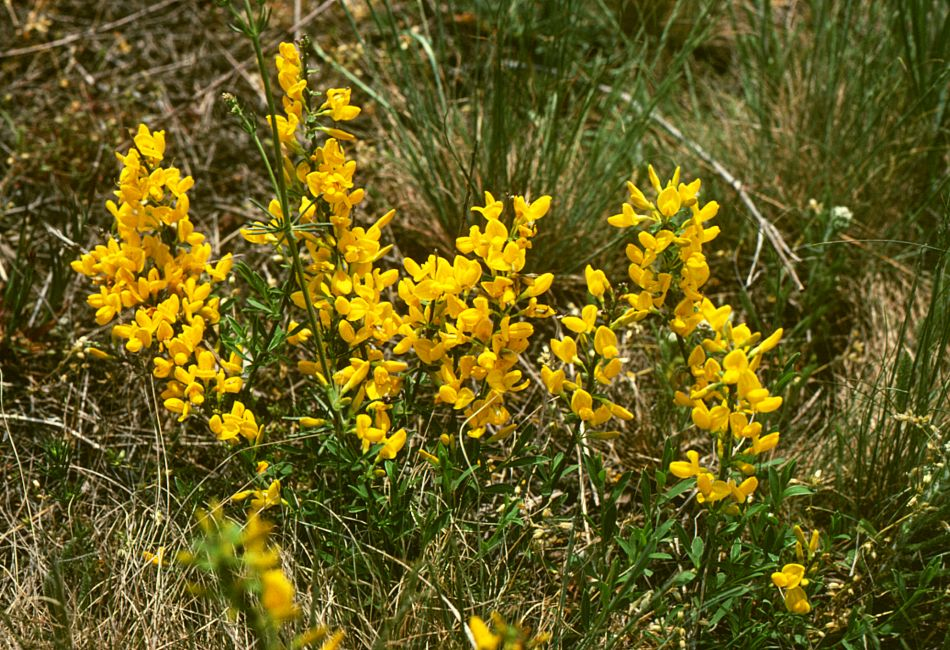
Liegend-Geißklee (Cytisus procumbens), in Österreich stark gefährdet